# Ryszard Krynicki
Œuvres principales
"Wiersze, głosy",
 "Akt urodzenia", 
 "Nie szkodzi"
Ryszard Krynicki, né le 28 juin 1943 dans le camp de Wimberg abritant des travailleurs polonais soumis au travail obligatoire à Sankt Valentin en Autriche alors annexée à l'Allemagne, est un poète, parolier, traducteur (de poésie allemande) et éditeur polonais.
Il appartient, comme Adam Zagajewski, à la Nouvelle vague littéraire polonaise des années 1968 à 1976.

## Biographie
Il grandit à Gorzów Wielkopolski et fait des études de lettres à l'Université Adam Mickiewicz de Poznań. Très jeune, il se heurte à la censure et participe à l'opposition démocratique.
De 1978 à 1981, il travaille pour la revue Zapis, le premier magazine littéraire indépendant en Pologne communiste.
Depuis 1989, il dirige la maison d'édition indépendante Wydawnictwo A5, qui publie Wisława Szymborska, Zbigniew Herbert, Adam Zagajewski et les œuvres de nombreux jeunes poètes polonais, ainsi que des essais littéraires et de poésie en traduction.
En 2013, année de son 70e anniversaire, un festival est organisé en son honneur à Cracovie

## Œuvres
- Pęd pogoni, pęd ucieczki, 1968
- Akt urodzenia, 1969
- Drugi projekt organizmu zbiorowego, 1973
- Organizm zbiorowy, 1975
- Nasze życie rośnie, 1978
- Niewiele więcej. Wiersze z notatnika 78-79, 1981
- Jeżeli w jakimś kraju, 1982
- Ocalenie z nicości, 1983
- Wiersze, głosy, 1985
- Niepodlegli nicości, 1988
- Magnetyczny punkt, 1996
- Nie szkodzi 2002
- Kamień, szron, 2005

Textes mis en musique
- 2006: Grzegorz Turnau Historia pewnej podróży
- 1974: Marek Grechuta Świat w obłokach

## Traduction
Il a traduit en polonais, entre autres, Bertolt Brecht, Nelly Sachs et Paul Celan. Il a été traduit en allemand, anglais, bulgare, hébreu, tchèque, slovaque, suédois.

## Distinctions et récompenses
- 1976 : Prix littéraire de la fondation Kościelski
- 1976 : Prix Robert Graves
- 2000 : Prix Friedrich-Gundolf décerné par la Deutsche Akademie für Sprache und Dichtung pour son apport à la promotion de la culture allemande à l'étranger.
- 2005 : Médaille du Mérite culturel polonais Gloria Artis[4]